# 若夫滕凱
47°42′5″N 35°35′34″E / 47.70139°N 35.59278°E
若夫滕凱（烏克蘭語：Жовтеньке）是位於烏克蘭東南部的村莊，由扎波羅熱州扎波羅熱区的科梅舒瓦哈市镇負責管轄。該村處於孔卡河右岸，分別距離奧達里夫卡1公里和科梅舒瓦哈3.5公里，始建於1928年，面積0.33平方公里，海拔高度32米，2001年人口170。